# Адам Робертс
Адам Чарльз Робертс (англ. Adam Charles Roberts; нар. 30 червня 1965, Кройдон) — британський письменник-фантаст, передовсім відомий як автор науково-фантастичних та фентезійних романів, доктор філософії. У 2018 році Адам Робертс був обраний віцепрезидентом Товариства Герберта Веллса.

## Біографія

### Раннє життя
Адам Робертс народився в місті Кройдон, Південний Лондон, 30 червня 1965 року.

### Освіта
Він має науковий ступінь з англістики Абердинського університету та науковий ступінь доктора філософії Кембриджського університету. Адам Робертс викладає англійську літературу та творче письмо в Лондонському університеті.

### Кар'єра
Адам Робертс був тричі номінований на премію Артура Кларка: у 2001 році за дебютний роман «Сіль», у 2007 році за «Ґрадісил» та у 2010 році за «Жовто-блакитна гомілка». У 2012 році отримав премію Британської асоціації наукової фантастики за найкращий роман, а також премію імені Джона Кемпбелла за роман «Джек Ґласс». Він також увійшов до шорт-листа премії The Kitschies Red Tentacle. Його оповідання «Толлунд» було номіновано на премію Sidewise Award 2014 року. На своєму вебсайті Робертс зазначає, що його поточним проєктом є написання оповідання в кожному піджанрі наукової фантастики. Наукову фантастику Робертса порівнюють з творчістю Лайонела Фанторпа.
У травні 2014 року Адам Робертс провів другу щорічну «Толкінівську лекцію» в Пембрук-коледжі, Оксфорд, виступаючи на тему «Толкін і жінки».

### Романи
- «Сіль» (англ. «Salt»; 2000; ISBN 0-575-06896-5)
- «Згори» (англ. «On»; 2001; ISBN 0-575-06896-5)
- «Камінь» (англ. «Stone»; 2002; ISBN 0-575-07176-1)
- «Полістом» (англ. «Polystom»; 2003; ISBN 0-575-07396-9)
- «Сніг» (англ. «The Snow»; 2004; ISBN 0-575-07541-4)
- «Ґрадісил» (англ. «Gradisil»; 2006)
- «Земля безголових» (англ. «Land of the Headless»; 2007)
- «Заноза» (англ. «Splinter»; 2007)
- «Швидко: Роман» (англ. «Swiftly: A Novel»; 2008)
- «Жовто-блакитна гомілка» (англ. «Yellow Blue Tibia: A Novel»; 2009; ISBN 0-575-08356-5)
- «Армія нового зразка» (англ. «New Model Army»; 2010)
- «Наодинці зі світлом» (англ. «By Light Alone»; 2011)
- «Джек Ґласс» (англ. «Jack Glass»; 2012)
- «Двадцять трильйонів льє під водою» (англ. «Twenty Trillion Leagues Under the Sea»; 2014)
- «Бет» (англ. «Bête»; 2014; ISBN 978-0-575-12768-5)
- «Сама річ» (англ. «The Thing Itself»; 2015)
- «Місто справжніх вбивць» (англ. «The Real-Town Murders»; 2017)
- «За уколом її великого пальця» (англ. «By the Pricking of Her Thumb»; 2018)[13]
- «Рай» (англ. «Haven»; 2018)
- «Чорний принц» (англ. «The Black Prince»; 2018)
- «Гора Чистилище» (англ. «Purgatory Mount»; 2021)
- «Оце» (англ. «The This»; 2022)

### Збірки романів та оповідань
- «Полярний парк» (англ. «Park Polar»; 2002)
- «Збільшення Юпітера» (англ. «Jupiter Magnified»; 2003)
- «Швидко: Оповідання» (англ. «Swiftly: Stories»; 2004)
- «„С-Бомба“ у грі на струнних інструментах: Творчість, натхненна теорією струнних інструментів» (англ. «"S-Bomb" in Riffing on Strings: Creative Writing Inspired by String Theory»; 2008; ISBN 0-9802114-0-9)
- «Антикоперник» (англ. «Anticopernicus»; 2011)
- «Адам Робертс» (англ. «Adam Robots»; 2013)
- «Дотягнутися до нескінченності» (англ. «Reach for Infinity»; 2014)[14]
- «Сент-Ребор» (англ. «Saint Rebor»; 2015)
- «Бетані» (англ. «Bethany»; 2016)
- «Хлопець з озера» (англ. «The Lake Boy»; 2018)
- «Чоловік, який мав би бути Клінґом» (англ. «The Man Who Would Be Kling»; 2019)
- «Вимушені» (англ. «The Compelled»; 2020)

### Пародійні твори
- «Содіт» (англ. «The Soddit»; 2003, «Гобіт, або Туди і звідти»)
- «Висміювання МакАтриці» (англ. «The McAtrix Derided»; 2004, «Матриця»)
- «Селламиліон» (англ. «The Sellamillion»; 2004, «Сильмариліон»)
- «Зоряні викривлення» (англ. «Star Warped»; 2005, «Зоряні війни»)
- «Код ва Дінчі» (англ. «The Va Dinci Cod»; 2005, «Код да Вінчі»)
- «Доктор Кого: Інопланетянин стріляє і йде» (англ. «Doctor Whom: E.T. Shoots and Leaves»; 2006, «Доктор Хто»)
- «Я Скрудж: Різдвяна зомбі-історія» (англ. «I am Scrooge: A Zombie Story for Christmas»; 2009, «Різдвяна пісня в прозі, або різдвяне оповідання з привидами»)
- «Дракон з татуюванням дівчини» (англ. «The Dragon with the Girl Tattoo»; 2010, «Дівчина з татуюванням дракона»)
- «Я, Гобіт: Автобіографія» (англ. «I, Soddit: The Autobiography»; 2013, «Гобіт, або Туди і звідти»)

### Критичні твори
- «Шовк і картопля: Сучасне артурівське фентезі» (англ. «Silk and Potatoes: Contemporary Arthurian Fantasy»; 1998)
- «Наукова фантастика: Нова критична ідіома» (англ. «Science Fiction: the New Critical Idiom»; 200)
- «Толкін: За лаштунками трилогії „Володар перснів“» (англ. «Tolkien: A Look Behind "The Lord of the Rings"»; 2003)
- «Історія наукової фантастики» (англ. «The History of Science Fiction»; 2006)
- «Загадки Гобіта» (англ. «The Riddles of The Hobbit»; 2013)
- «Фрикативність шиплячих: Нариси та рецензії» (англ. «Sibilant Fricative: Essays and Reviews»; 2014)
- «Рейв і смерть: Фантастика та фентезі 2014 року» (англ. «Rave and Let Die: The SF and Fantasy of 2014»; 2015)
- «Г. Дж. Веллс: Літературне життя» (англ. «H G Wells: A Literary Life»; 2019)
- «Це кінець світу: Але чого ми боїмося насправді» (англ. «It's the End of the World: But What Are We Really Afraid Of»; 2020)

### Поезія
- «Водво Вергілій» (англ. «Wodwo Vergil»; 2018)

### Інше
- «Почнімо: Написання наукової фантастики та фентезі» (англ. «Get Started in: Writing Science Fiction and Fantasy»; 2018; ISBN 978-1-4447-9565-3)

## Нагороди

### Номінації
- Премія Артура Кларка, 2001;
- Премія Артура Кларка, 2007;
- Премія Артура Кларка, 2010.

### Перемоги
- Премія Британської асоціації наукової фантастики за найкращий роман, 2012;
- Меморіальна премія імені Джона Кемпбелла, 2012.